# Саблеклювый лесной удод
Саблеклювый лесной удо́д (лат. Rhinopomastus cyanomelas) — вид птиц из семейства древесных удодов.

## Описание
Средней величины птица, длина тела — 26-30 см, масса — 24-38 г. Оперение чёрное, блестящее с синим металлическим отливом. Крылья чёрные с белыми пятнами на маховых перьях. Хвост длинный, ступенчатый с белыми предвершинными пятнами на рулевых перьях. Ноги короткие, чёрные. Клюв чёрный длинный и загнутый.

## Распространение
Центральная, Восточная, и Южная Африка. Населяет саванны и сухие леса и редколесья. Избегает сомкнутых древостоев. Населяет как в равнинные, так и в горные местообитания до высоты 2000 м н.у.м.

## Классификация
В составе вида два подвида:
- Rhinopomastus cyanomelas cyanomelas (Vieillot, 1819). От Сомали и Кении до севера ЮАР.
- Rhinopomastus cyanomelas schalowi Neumann, 1900. Юго-западные Ангола и Намибия, ЮАР.

## Питание
Преимущественно насекомоядная птица, кроме пауков, насекомых и их личинок, кормится также фруктами, почками, нектаром. Держится одиночно, парами, в засушливый период часто сопровождает многовидовые стаи.

## Размножение
Размножение в сезон дождей или круглый год. Отдельные территориальные пары гнездятся в дуплах или полудуплах, часто использует старые гнездовые дупла дятлов или бородаток. Иногда использует одни и те же дупла повторно. В кладке 2-4 белых яйца, насиживает самка 13-14 дней, выкармливание длится 21-24 дня.

## Враги
Саблеклювый лесной удод — объект гнездового паразитизма большого медоуказчика.